# Nirmala UI
 (septembre 2020).
Si vous disposez d'ouvrages ou d'articles de référence ou si vous connaissez des sites web de qualité traitant du thème abordé ici, merci de compléter l'article en donnant les références utiles à sa vérifiabilité et en les liant à la section « Notes et références ».
Nirmala UI est une police de caractères linéale créée par Tiro Typeworks pour Microsoft. Elle est distribuée avec Windows 8 en 2012 comme police d’interface pour les langues utilisant les écritures indiennes : bengali, cingalais, devanagari, kannada, gujarati, gurmukhi, malayalam, oriya, santali, sora sompeng, tamoul et télougou,,. Elle est aussi distribuée avec Microsoft Office 2013.